# غزالة الشيبانية
غَزَآلة (77 هـ / 696م)، من شهيرات النساء في الشجاعة والفروسية. امرأة شبيب بن يزيد بن نعيم الشيبانيّ.
ولدت في الموصل، وخرجت مع زوجها على عبد الملك بن مروان سنة 76 هـ أيام ولاية الحجاج في العراق، فكانت تقاتل في الحروب قتال الأبطال. أشهر أخبارها فرار «الحجاج» منها في إحدى الوقائع أو تحصنه منها حين أرادت دخول الكوفة، وقد عيّره بذلك الشعراء.
 قتلها «خالد بن عتاب الرياحي» سنة 77 هـ

## سيرتها
كانت غزالة شديدة البأس تقاتل قتالاً شديداً يعجز عنه الأبطال من الرجال، وقد بعث «الحجّاج» خمسة قادةٍ لمحاربة شبيب، فهزمهم جميعاً، ثم خرج «شبيب» من الموصل يريد مهاجمة الكوفة ومعه «غزالة»، وخرج «الحجّاج» من البصرة يريد الكوفة أيضاً، وأسرع «شبيب» لملاقاته قبل وصوله الكوفة، ولكن الحجّاج كان أسرع منه، فدخل الكوفة وتحصّن في قصر الإمارة خوفاً من ملاقاة «شبيب» و«غزالة»، وقد عيّره الشعراء بذلك، ومنهم عمران بن حِطّان وكان ملاحقاً من «الحجّاج»، فقال يعيّره بهروبه من اللقاء واختبائه في دار الإمارة:
ودخل «شبيب» الكوفة ومعه أمه «جهيزة» وزوجته غزالة عند الصباح، وكانت غزالة قد نذرت أن تدخل مسجد الكوفة فتصلّي فيه ركعتين، تقرأ في الأولى سورة «البقرة»، وفي الثانية سورة «آل عمران»، وهما أطول سورتين من سور القرآن الكريم، وقد جاؤوا إلى الجامع في سبعين رجلاً، فصلّت فيه غزالة ركعتين وخرجت من نذرها وهي محاطة بمظاهر التقدير والاحترام، ولكن أهل الكوفة والذين كانت حروب الحرورية قد أقلقتهم كثيراً، قالوا في تلك السنة:
وظلّ شبيب ومعه غزالة على رأس قوّة من الخوارج «الحرورية» يحاربون «الحجّاج» حتى هزموا له عشرين جيشاً في مدّة سنتين، وقد دخل «شبيب» الكوفة للمرّة الثانية على رأس ألف مقاتل ومعه «غزالة» على رأس مئتين من نساء الخوارج، وقد تقلّدن السيوف وحملن الرماح، ووصلوا إلى المسجد الجامع بعدما قتلوا حرّاسه ومن كان فيه، ونصّب «شبيب» «غزالة» على المنبر، فخطبت فيمن حضر، وقد قال «أيمن ابن خريم بن فاتك الأسدي» في ذلك:
كما قال «عتبان بن وصيلة الشيباني الخارجي» يخاطب عبد الملك بن مروان مفاخراً برجال الخوارج معدّداً مناقبهم وبطولاتهم في قصيدة له، وذكر فيمن ذكر «غزالة» التي خصّها بهذا البيت من قصيدته تلك:

### وفاتها
أرسل عبد الملك بن مروان جيوشاً عديدةً من الشام لمحاربة قوّات شبيب وغزالة، وقد استطاعت تلك القوّات وبعد معارك عنيفة أن تنتصر على قوّات شبيب، وقد قتلت غزالة في معركة قرب الكوفة، وحمل رأسها أحد الفرسان ليأخذه إلى «الحجّاج»، ولكن «شبيب» شاهده وعرفه، فأرسل إليه أحد فرسانه فقتله وعاد بالرأس إلى «شبيب» الذي أمر بغسله وتكفينه ودفنه، وقال شبيب فوق قبرها:
| غزالة الشيبانية | هي أقرب إليكم رحماً. | غزالة الشيبانية |